# USS Penetrate (AM-271)
USS Penetrate (AM-271) – trałowiec typu Admirable służący w United States Navy w czasie II wojny światowej. Służył na Atlantyku. Przekazany Związkowi Radzieckiemu w programie lend-lease służył na Pacyfiku.
Stępkę okrętu położono 5 stycznia 1943 w stoczni Gulf Shipbuilding; Corp. w Chickasaw (Alabama). Zwodowano go 11 września 1943, matką chrzestną była Frances M. Moyer. Jednostka weszła do służby 31 marca 1944, pierwszym dowódcą został Lt. M. S. Lazaron, Jr.
Brał udział w działaniach II wojny światowej. Przekazany Związkowi Radzieckiemu.